# Río Turunchuk
El Río Turunchuk (en rumano: Râul Turunciuc; en ucraniano: Турунчук) también llamado Río Nuevo Dniéster, es una de las ramas izquierda del río Dniéster, que fluye desde la república independiente de facto de Transnistria (que Moldavia reclama como propia) hasta el territorio de Ucrania, cuando entra en el río Dniester, cerca de la ciudad de Bilyayivka . La longitud total del río es de 60 km, con un ancho de 30 m, y una profundidad de hasta 6 m, en algunos casos de hasta 9 m.
El brazo se formó a finales del siglo XVIII, aproximadamente entre los años 1780 y 1785. La vegetación , está compuesta por árboles y arbustos típicos de llanuras aluviales, sauces, alisos, álamos. El Flujo Rápido rápido que se consigue en su formación, se frena considerablemente aguas abajo.